# Luís Pimentel
Luís Pimentel, el nom veritable del qual era Luís Benigno Vázquez Fernández-Pimentel (Lugo, 1895-1958) fou un poeta, en llengua gallega i castellana, relacionat amb la Generació del 27.
Va estudiar i va exercir la medicina a Santiago de Compostel·la. L'any 1922 es va traslladar a Madrid, on va conviure a la Residencia de Estudiantes amb Lorca, Buñuel i Dalí, entre d'altres. Els seus primers poemes es van publicar en la revista Ronsel, però el seu primer llibre no va aparèixer fins al 1950.
En la seva obra s'aprecia una síntesi de moviments avantguardistes de dintre i fora de Galícia. Va ser autor de Triscos (1950) i de Sombra do aire na herba (1959), considerada com el cim la seva obra (1959, pòstuma), en gallec. En castellà va escriure Barco sin luces (1960), obra també pòstuma que recull poemes de 1927. L'any 1981 va aparèixer reunida la seva Poesía enteira (1981).
En la seva poesia s'observen influències del modernisme, dels "-ismes" avantguardistes, del simbolisme francès i de l'existencialisme de postguerra. Quant a la forma, destaca el vers lliure, imatges avantguardistes, els paral·lelismes i les anàfores
Se li va dedicar el Dia de les Lletres Gallegues de 1990.